# El Campo de Peñaranda
El Campo de Peñaranda est une commune de la province de Salamanque dans la communauté autonome de Castille-et-León en Espagne.